# Vlag van de Oostelijke Provincie

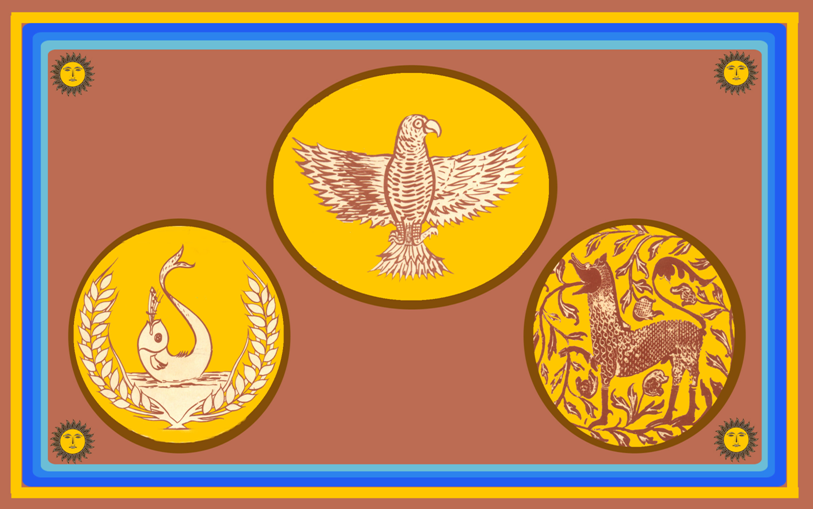
Vlag van de Oostelijke Provincie

De vlag van de Oostelijke Provincie werd op 22 mei 2007 aangenomen als de vlag van de Oostelijke Provincie van Sri Lanka.

## Geschiedenis
Het Hooggerechtshof oordeelde in 2007 dat het besluit van 1987 om de twee provincies, onder het Indo-Sri Lanka Akkoord, Noord en Oost samen te voegen onwettig was en dat de twee provincies daarom apart moesten worden bestuurd. Dit betekende twee aparte vlaggen voor de noordelijke en oostelijke provincies.
De vlag van de oostelijke provincie werd samen met de vlag van de Noordelijke Provincie onthuld in Trincomalee in mei 2007. De gouverneur van de Oostelijke Provincie, viceadmiraal Mohan Wijewickrema, destijds ook de waarnemend gouverneur van de Noordelijke Provincie, overhandigde de twee vlaggen tijdens een ceremonie op het secretariaat van de gouverneur aan de hoofdsecretaris van elk van de provincies, S. Rangarajah van het noorden en Herath Abeyeweera van het oosten.

## Symboliek
De drie symbolen op de vlag van de oostelijke provincie symboliseren de drie districten van de provincie. De adelaar symboliseert Trincomalee, de vis Batticaloa en de leeuw Ampara.